# المرأة الخفية (قصص مصورة)
المرأة الخفية هي بطلة خارقة في مارفل كومكس من ابتكار ستان لي وجاك كيربي.ظهرت الشخصية لأول مرة في نوفمبر 1961.